# Copa Espírito Santo de Futebol de 2009
A Copa Espírito Santo de 2009 foi um torneio de futebol realizado pela Federação de Futebol do Estado do Espírito Santo (FES) entre 29 de agosto e 15 de novembro de 2009 e teve por objetivo principal indicar o segundo representante capixaba à Copa do Brasil de 2010, sendo que o primeiro, o São Mateus, classificou-se sendo campeão capixaba de 2009. O Vitória-ES tornou-se campeão pela primeira vez em final com o Rio Branco-ES.

## Formato
Na primeira fase, as cinco equipes jogaram em turno e returno, todos contra todos. Na fase seguinte, as duas melhores fizeram as finais do campeonato.

### Critérios de desempate
Os critério de desempate foram aplicados na seguinte ordem:
1. Maior número de vitórias
2. Maior saldo de gols
3. Maior número de gols pró (marcados)
4. Confronto direto
5. Menor número no somatório de cartões vermelhos (3 pontos cada) e cartões amarelos (1 ponto cada)
6. Sorteio